# Takahiro Nakazato
Takahiro Nakazato (中里 崇宏 Nakazato Takahiro?), född 29 mars 1990 i Tokyo prefektur, är en japansk fotbollsspelare.
Nakazato började sin karriär 2010 i Yokohama FC. Efter Yokohama FC spelade han för Mito HollyHock.